# Matteo da Perugia
Matteo da Perugia (ativo entre 1400 e 1416) foi um compositor italiano, presumivelmente de Perugia.
Registra-se sua atuação de 1402 a 1407 na Catedral de Milão, como primeiro mestre de capela e professor. Alguns críticos como Willi Apel o consideram o maior músico de sua geração, mas em verdade ainda há poucos estudos sobre seu trabalho.
Seguiu o estilo Ars subtilior, e compôs linhas de contratenor para obras já existentes de outros compositores, o que tem gerado alguma confusão sobre a autenticidade de várias peças a ele atribuídas. Dedicou-se aos gêneros do virelai, da balada e do rondeau.